# Кошелевка (Башкортостан)
Кошелевка (баш. Кошелевка) — село в Дуванском районе Республики Башкортостан Российской Федерации. Входит в состав Михайловского сельсовета.

## География
Находится на р. Кошелевка, где выше по течению располагалась не существующая д. Даниловка.

### Географическое положение
Расстояние до:
- районного центра (Месягутово): 40 км,
- центра сельсовета (Михайловка): 15 км,
- ближайшей ж/д станции (Сулея): 115 км.

## История
Кошелевка возникло в 1807 году по договору башкир Мурзаларской волости с крестьянами-пермяками.
Жили земледельцы, пчеловоды, стояла часовня. В 1898 году в селе было 8 молотилок, 12 веялок, 3 мельницы. В 1842 году на 28 дворов имели 56 лошадей, 66 коров, 188 овец, 50 свиней.

## Население
| 2002 | 2010 |
| ---- | ---- |
| 3    | →3   |

### Историческая численность населения
В 1816 году 58 душ мужского пола, в 1834—132, в 1859—201. В 1870 году жили 423 человека, в 1902 г. — 346, в 1920 г. — 354.

## Инфраструктура
Личное подсобное хозяйство с зоной сельскохозяйственного использования, индивидуальная застройка усадебного типа.
Основа экономики — сельское хозяйство.

## Транспорт
Деревня доступна автотранспортом. Остановка общественного транспорта «Кошелевка ».